# Theo Bongonda
Theo Bongonda Mbul'Ofeko Batombo (Charleroi, 20 novembre 1995) è un calciatore belga naturalizzato congolese (Repubblica Democratica del Congo), attaccante dello Spartak Mosca e della nazionale congolese.

## Caratteristiche tecniche
Ala destra, può giocare sia come ala sinistra sia come prima punta.

## Statistiche

### Presenze e reti nei club
Statistiche aggiornate al 1º giugno 2023.
| Stagione             | Squadra              | Campionato           | Campionato | Campionato | Coppe nazionali | Coppe nazionali | Coppe nazionali | Coppe continentali | Coppe continentali | Coppe continentali | Altre coppe | Altre coppe | Altre coppe | Totale | Totale |
| Stagione             | Squadra              | Comp                 | Pres       | Reti       | Comp            | Pres            | Reti            | Comp               | Pres               | Reti               | Comp        | Pres        | Reti        | Pres   | Reti   |
| -------------------- | -------------------- | -------------------- | ---------- | ---------- | --------------- | --------------- | --------------- | ------------------ | ------------------ | ------------------ | ----------- | ----------- | ----------- | ------ | ------ |
| 2013-2014            | Zulte Waregem        | PL                   | 9+10       | 0+1        | CB              | 5               | 1               | UEL                | 0                  | 0                  | -           | -           | -           | 24     | 2      |
| 2014-gen. 2015       | Zulte Waregem        | PL                   | 14         | 3          | CB              | 2               | 0               | UEL                | 3                  | 0                  | -           | -           | -           | 19     | 3      |
| gen.-giu.2015        | Celta Vigo           | PD                   | 8          | 1          | CR              | 1               | 0               | -                  | -                  | -                  | -           | -           | -           | 9      | 1      |
| 2015-2016            | Celta Vigo           | PD                   | 23         | 2          | CR              | 3               | 0               | -                  | -                  | -                  | -           | -           | -           | 26     | 2      |
| 2016-2017            | Celta Vigo           | PD                   | 30         | 1          | CR              | 6               | 1               | UEL                | 6                  | 0                  | -           | -           | -           | 42     | 2      |
| Totale Celta Vigo    | Totale Celta Vigo    | Totale Celta Vigo    | 61         | 4          |                 | 10              | 1               |                    | 6                  | 0                  |             | -           | -           | 77     | 5      |
| 2017-gen.2018        | Trabzonspor          | SL                   | 3          | 0          | CT              | 3               | 2               | -                  | -                  | -                  | -           | -           | -           | 6      | 2      |
| gen.-giu.2018        | Zulte Waregem        | PL                   | 4+9        | 0+5        | CB              | -               | -               | -                  | -                  | -                  | -           | -           | -           | 13     | 5      |
| 2018-2019            | Zulte Waregem        | PL                   | 28+9       | 8+6        | CB              | 2               | 0               | -                  | -                  | -                  | -           | -           | -           | 39     | 14     |
| Totale Zulte Waregem | Totale Zulte Waregem | Totale Zulte Waregem | 83         | 23         |                 | 9               | 1               |                    | 3                  | 0                  |             | -           | -           | 95     | 24     |
| 2019-2020            | Genk                 | PL                   | 22         | 5          | CB              | 1               | 0               | UCL                | 6                  | 0                  | SB          | 0           | 0           | 29     | 5      |
| 2020-2021            | Genk                 | PL                   | 29+6       | 14+2       | CB              | 4               | 2               | -                  | -                  | -                  | -           | -           | -           | 39     | 18     |
| 2021-2022            | Genk                 | PL                   | 29+5       | 10+2       | CB              | 1               | 0               | UCL+UEL            | 2+5                | 0                  | SB          | 1           | 1           | 43     | 13     |
| Totale Genk          | Totale Genk          | Totale Genk          | 91         | 33         |                 | 6               | 2               |                    | 13                 | 0                  |             | 1           | 1           | 111    | 36     |
| 2022-2023            | Cadice               | PD                   | 30         | 4          | CR              | 1               | 0               | -                  | -                  | -                  | -           | -           | -           | 31     | 4      |
| 2023-2024            | Spartak Mosca        | PL                   | 14         | 4          | KR              | 5               | 1               | -                  | -                  | -                  | -           | -           | -           | 19     | 5      |
| Totale carriera      | Totale carriera      | Totale carriera      | 282        | 68         |                 | 34              | 7               |                    | 22                 | 0                  |             | 1           | 1           | 339    | 76     |

### Cronologia presenze e reti in nazionale
| Cronologia completa delle presenze e delle reti in nazionale ― RD del Congo | Cronologia completa delle presenze e delle reti in nazionale ― RD del Congo | Cronologia completa delle presenze e delle reti in nazionale ― RD del Congo | Cronologia completa delle presenze e delle reti in nazionale ― RD del Congo | Cronologia completa delle presenze e delle reti in nazionale ― RD del Congo | Cronologia completa delle presenze e delle reti in nazionale ― RD del Congo | Cronologia completa delle presenze e delle reti in nazionale ― RD del Congo | Cronologia completa delle presenze e delle reti in nazionale ― RD del Congo |
| Data                                                                        | Città                                                                       | In casa                                                                     | Risultato                                                                   | Ospiti                                                                      | Competizione                                                                | Reti                                                                        | Note                                                                        |
| --------------------------------------------------------------------------- | --------------------------------------------------------------------------- | --------------------------------------------------------------------------- | --------------------------------------------------------------------------- | --------------------------------------------------------------------------- | --------------------------------------------------------------------------- | --------------------------------------------------------------------------- | --------------------------------------------------------------------------- |
| 1-2-2022                                                                    | Riffa                                                                       | Bahrein                                                                     | 1 – 0                                                                       | RD del Congo                                                                | Amichevole                                                                  | -                                                                           |                                                                             |
| 25-3-2022                                                                   | Kinshasa                                                                    | RD del Congo                                                                | 1 – 1                                                                       | Marocco                                                                     | Qual. Mondiali 2022                                                         | -                                                                           | 75’                                                                         |
| 29-3-2022                                                                   | Rabat                                                                       | Marocco                                                                     | 4 – 1                                                                       | RD del Congo                                                                | Qual. Mondiali 2022                                                         | -                                                                           | 78’                                                                         |
| 27-9-2022                                                                   | Casablanca                                                                  | RD del Congo                                                                | 3 – 0                                                                       | Sierra Leone                                                                | Amichevole                                                                  | -                                                                           | 89’                                                                         |
| 28-3-2023                                                                   | Nouakchott                                                                  | Mauritania                                                                  | 1 – 1                                                                       | RD del Congo                                                                | Qual. Coppa d'Africa 2023                                                   | -                                                                           | 72’                                                                         |
| 14-6-2023                                                                   | Douala                                                                      | RD del Congo                                                                | 1 – 0                                                                       | Uganda                                                                      | Amichevole                                                                  | 1                                                                           | 73’                                                                         |
| 18-6-2023                                                                   | Franceville                                                                 | Gabon                                                                       | 0 – 2                                                                       | RD del Congo                                                                | Qual. Coppa d'Africa 2023                                                   | -                                                                           | 65’                                                                         |
| 9-9-2023                                                                    | Kinshasa                                                                    | RD del Congo                                                                | 2 – 0                                                                       | Sudan                                                                       | Qual. Coppa d'Africa 2023                                                   | 1                                                                           | 90’                                                                         |
| 13-10-2023                                                                  | Murcia                                                                      | Nuova Zelanda                                                               | 1 – 1                                                                       | RD del Congo                                                                | Amichevole                                                                  | -                                                                           | 63’                                                                         |
| 15-11-2023                                                                  | Kinshasa                                                                    | RD del Congo                                                                | 2 – 0                                                                       | Mauritania                                                                  | Qual. Mondiali 2026                                                         | 1                                                                           | 55’                                                                         |
| 19-11-2023                                                                  | Bengasi                                                                     | Sudan                                                                       | 1 – 0                                                                       | RD del Congo                                                                | Qual. Mondiali 2026                                                         | -                                                                           | 82’                                                                         |
| 6-1-2024                                                                    | Dubai                                                                       | RD del Congo                                                                | 0 – 0                                                                       | Angola                                                                      | Amichevole                                                                  | -                                                                           | 60’                                                                         |
| 10-1-2024                                                                   | Abu Dhabi                                                                   | RD del Congo                                                                | 1 – 2                                                                       | Burkina Faso                                                                | Amichevole                                                                  | -                                                                           |                                                                             |
| 17-1-2024                                                                   | San-Pédro                                                                   | RD del Congo                                                                | 1 – 1                                                                       | Zambia                                                                      | Coppa d'Africa 2023 - 1º turno                                              | -                                                                           |                                                                             |
| 21-1-2024                                                                   | San-Pédro                                                                   | Marocco                                                                     | 1 – 1                                                                       | RD del Congo                                                                | Coppa d'Africa 2023 - 1º turno                                              | -                                                                           | 52’                                                                         |
| 28-1-2024                                                                   | San-Pedro                                                                   | Egitto                                                                      | 1 – 1 dts (7 – 8 dtr)                                                       | RD del Congo                                                                | Coppa d'Africa 2023 - Ottavi di finale                                      | -                                                                           | 102’                                                                        |
| 2-2-2024                                                                    | Abidjan                                                                     | RD del Congo                                                                | 3 – 1                                                                       | Guinea                                                                      | Coppa d'Africa 2023 - Quarti di finale                                      | -                                                                           | 84’                                                                         |
| 7-2-2024                                                                    | Abidjan                                                                     | Costa d'Avorio                                                              | 1 – 0                                                                       | RD del Congo                                                                | Coppa d'Africa 2023 - Semifinale                                            | -                                                                           | 46’                                                                         |
| 10-2-2024                                                                   | Abidjan                                                                     | Sudafrica                                                                   | 0 – 0 (6 – 5 dtr)                                                           | RD del Congo                                                                | Coppa d'Africa 2023 - Finale 3º posto                                       | -                                                                           | 33’                                                                         |
| 6-6-2024                                                                    | Diamniadio                                                                  | Senegal                                                                     | 1 – 1                                                                       | RD del Congo                                                                | Qual. Mondiali 2026                                                         | -                                                                           | 46’                                                                         |
| 9-6-2024                                                                    | Kinshasa                                                                    | RD del Congo                                                                | 1 – 0                                                                       | Togo                                                                        | Qual. Mondiali 2026                                                         | -                                                                           | 63’                                                                         |
| 6-9-2024                                                                    | Kinshasa                                                                    | RD del Congo                                                                | 1 – 0                                                                       | Guinea                                                                      | Qual. Coppa d'Africa 2025                                                   | -                                                                           | 63’                                                                         |
| 9-9-2024                                                                    | Dar-es-Salaam                                                               | Etiopia                                                                     | 0 – 2                                                                       | RD del Congo                                                                | Qual. Coppa d'Africa 2025                                                   | 1                                                                           | 32’                                                                         |
| 10-10-2024                                                                  | Kinshasa                                                                    | RD del Congo                                                                | 1 – 0                                                                       | Tanzania                                                                    | Qual. Coppa d'Africa 2025                                                   | -                                                                           | 90+3’                                                                       |
| 15-10-2024                                                                  | Dar-es-Salaam                                                               | Tanzania                                                                    | 0 – 2                                                                       | RD del Congo                                                                | Qual. Coppa d'Africa 2025                                                   | -                                                                           | 64’ 72’                                                                     |
| 16-11-2024                                                                  | Abidjan                                                                     | Guinea                                                                      | 1 – 0                                                                       | RD del Congo                                                                | Qual. Coppa d'Africa 2025                                                   | -                                                                           | 82’                                                                         |
| 21-3-2025                                                                   | Kinshasa                                                                    | RD del Congo                                                                | 1 – 0                                                                       | Sudan del Sud                                                               | Qual. Mondiali 2026                                                         | 1                                                                           | 61’                                                                         |
| 5-6-2025                                                                    | Orléans                                                                     | RD del Congo                                                                | 1 – 0                                                                       | Mali                                                                        | Amichevole                                                                  | -                                                                           | 24’                                                                         |
| Totale                                                                      |                                                                             | Presenze                                                                    | 28                                                                          |                                                                             | Reti                                                                        | 5                                                                           |                                                                             |

## Palmarès

### Club

#### Competizioni nazionali
- Supercoppa del Belgio: 1

Genk: 2019
- Coppa del Belgio: 1

Genk: 2020-2021